# Wu Tianming

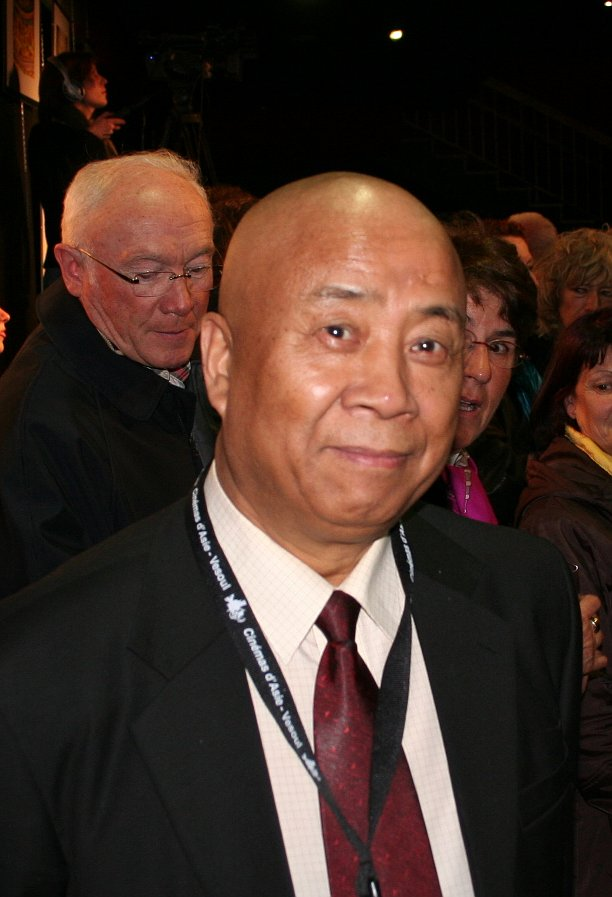
Wu Tianming.

Wu Tianming (5 de diciembre de 1939 - 4 de marzo de 2014) fue un director de cine y productor chino que fue considerado uno de los principales directores de "cuarta generación".

## Biografía
Nacido en Sanyuan County, provincia de Shaanxi (China), Wu Tianming asistió a la Academia de Cine de Beijing, especializándose en dirección de cine después de la Revolución Cultural.
Wu era el jefe de renombre de Xi'an Film Studio de China desde principios de 1984, hasta que las diferencias políticas le obligaron a huir a los Estados Unidos en 1989. En Xi'an Studio se nutrió de directores prominentes de "Quinta Generación" como Zhang Yimou y Chen Kaige.
Wu regresó a China desde su exilio a EE. UU. en 1994, y dirigió la aclamada película El rey de las máscaras.
Murió el 4 de marzo de 2014 de un ataque al corazón, a la edad de 74 años.

## Filmografía

### Como director
| Año  | Título en inglés       | Título en chino | Notas                                                               |
| ---- | ---------------------- | --------------- | ------------------------------------------------------------------- |
| 1979 | Reverberations of Life | 生活的颤音      |                                                                     |
| 1980 | Kith and Kin           | 亲缘            |                                                                     |
| 1984 | River Without Buoys    | 没有航标的河流  |                                                                     |
| 1984 | Life                   | 人生            |                                                                     |
| 1986 | Old Well               | 老井            | 1988 Golden Rooster por Mejor Director 1987 Tokyo Sakura Grand Prix |
| 1996 | The King of Masks      | 变脸            | 1996 Golden Rooster por Mejor Director                              |
| 1998 | An Unusual Love        | 世界            |                                                                     |
| 2002 | C.E.O.                 |                 |                                                                     |

### Como productor
| Año  | Título en inglés          | Título en chino | Director          | Notas                                  |
| ---- | ------------------------- | --------------- | ----------------- | -------------------------------------- |
| 1985 | The Black Cannon Incident | 黑炮事件        | Huang Jianxin     |                                        |
| 1986 | The Horse Thief           | 盗马贼          | Tian Zhuangzhuang |                                        |
| 1987 | Sorgo rojo                | 紅高梁          | Zhang Yimou       | 1988 Golden Rooster por Mejor Película |
| 2007 | Mr. Cinema                | 老港正传        | Samson Chiu       |                                        |